# Prospero autumnale
Prospero autumnale, Höstblåstjärna, är en sparrisväxtart som först beskrevs av Carl von Linné och som fick sitt nu gällande namn av Franz Speta.
Prospero autumnale ingår i släktet Prospero, Höstblåstjärnesläktet, och familjen sparrisväxter. Inga underarter finns listade i Catalogue of Life.

## Bildgalleri

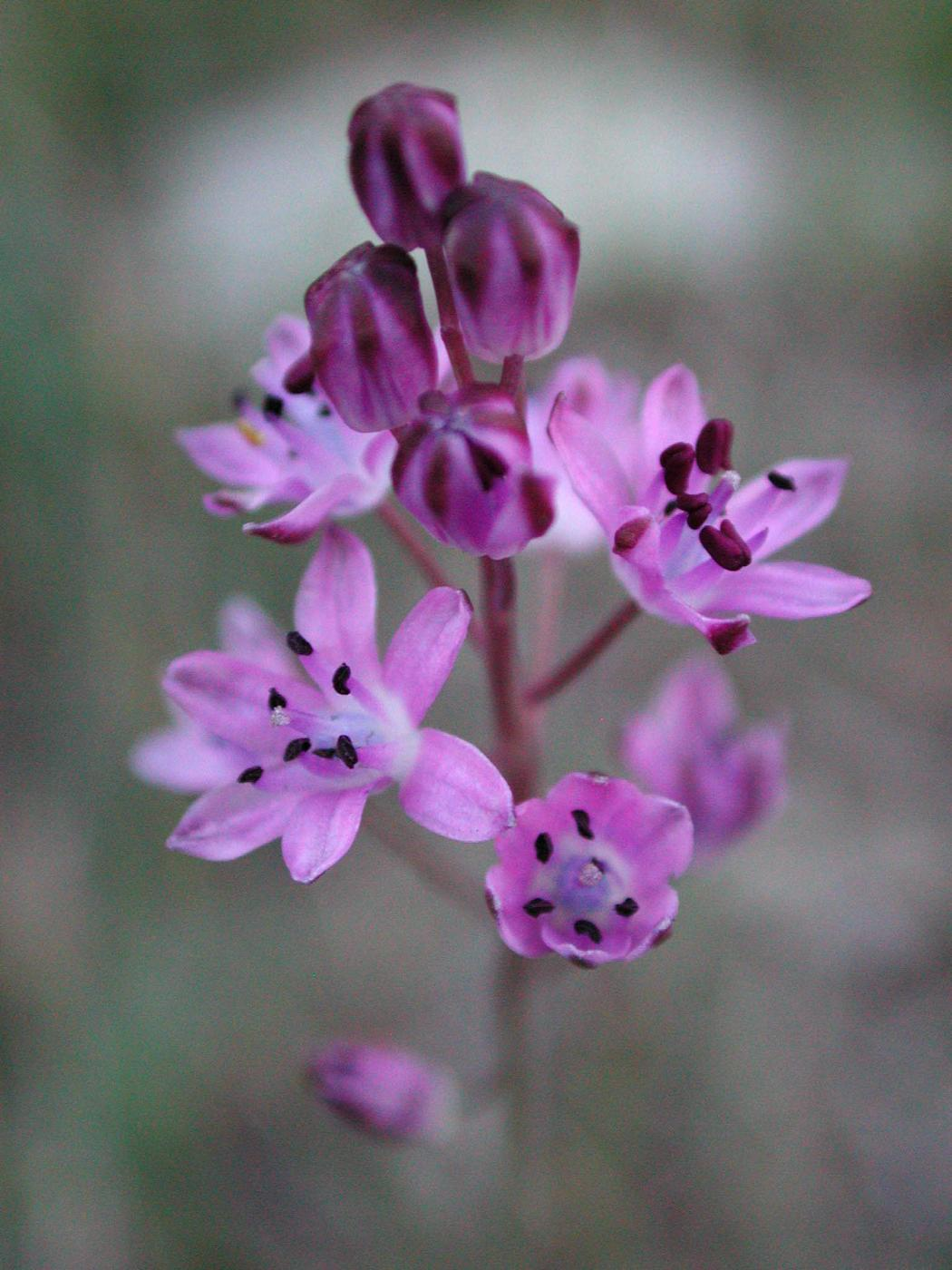
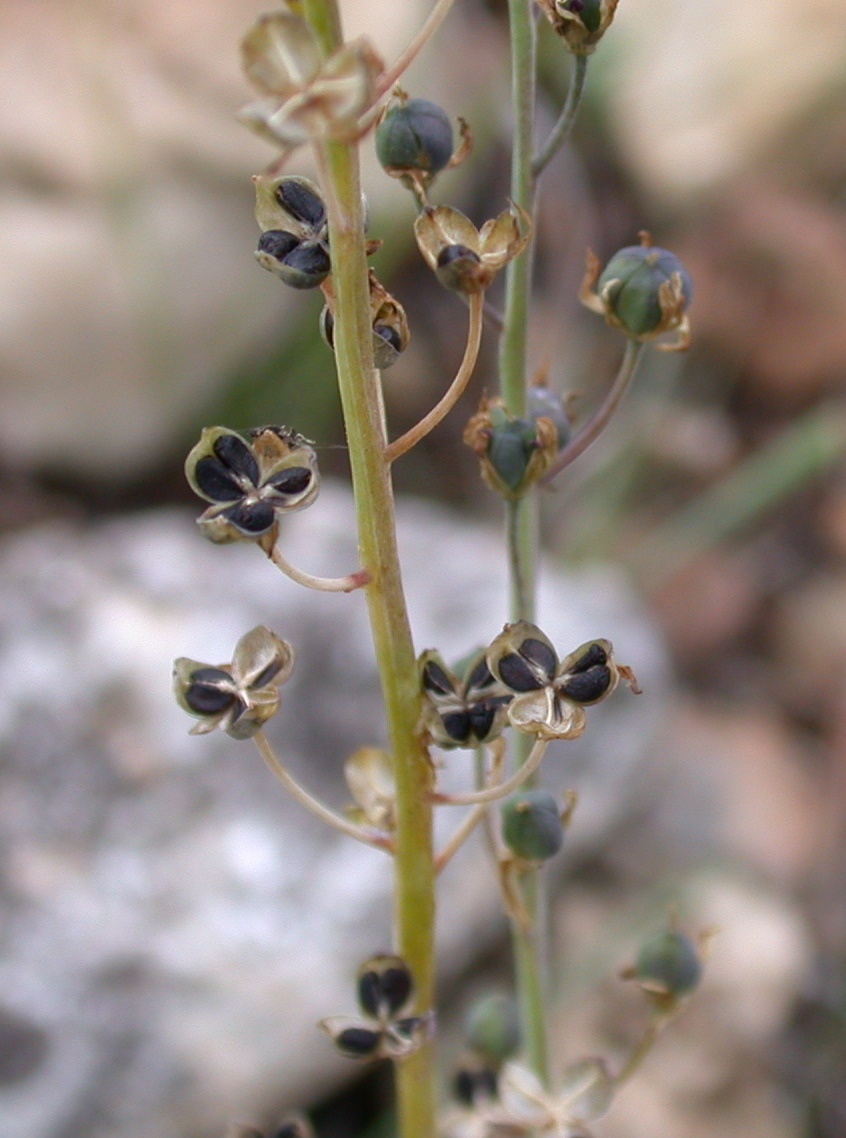
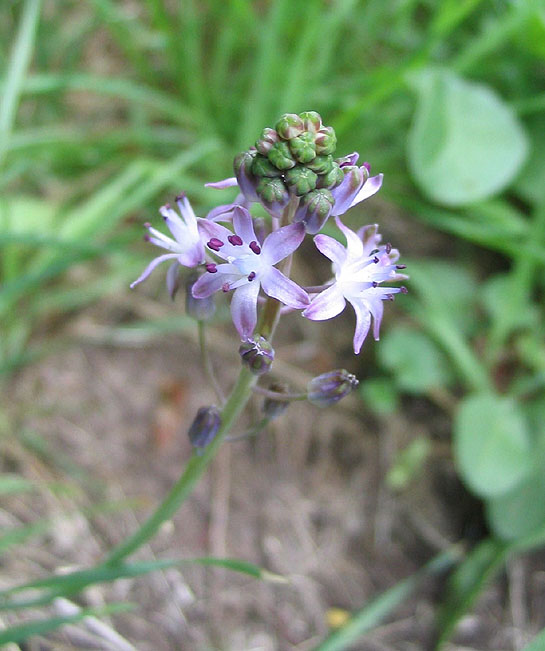
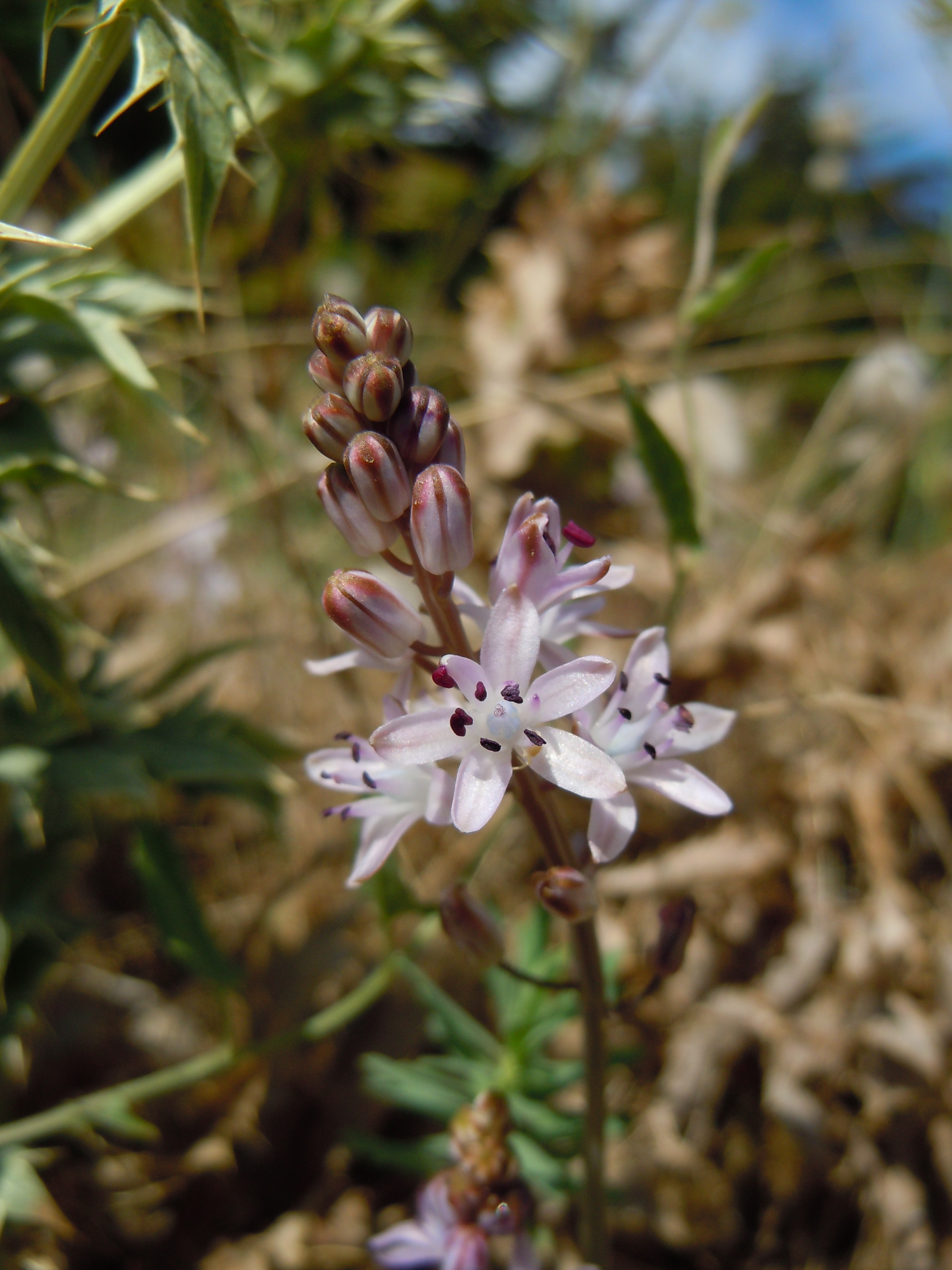
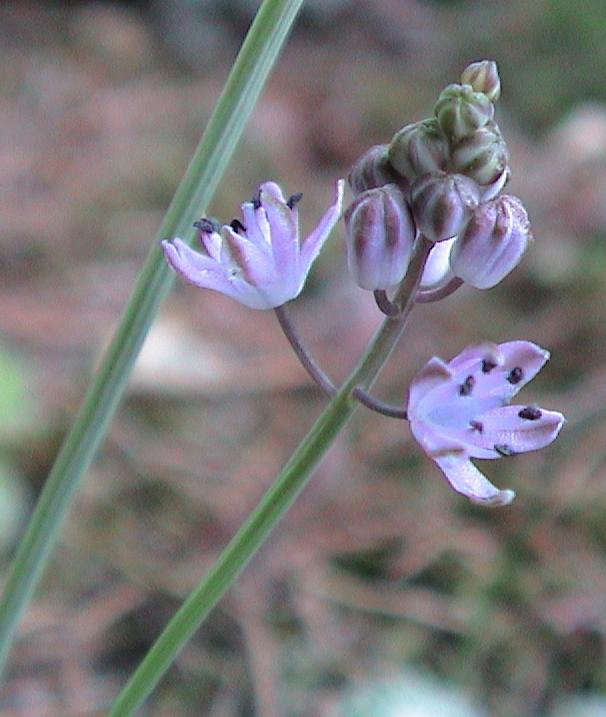
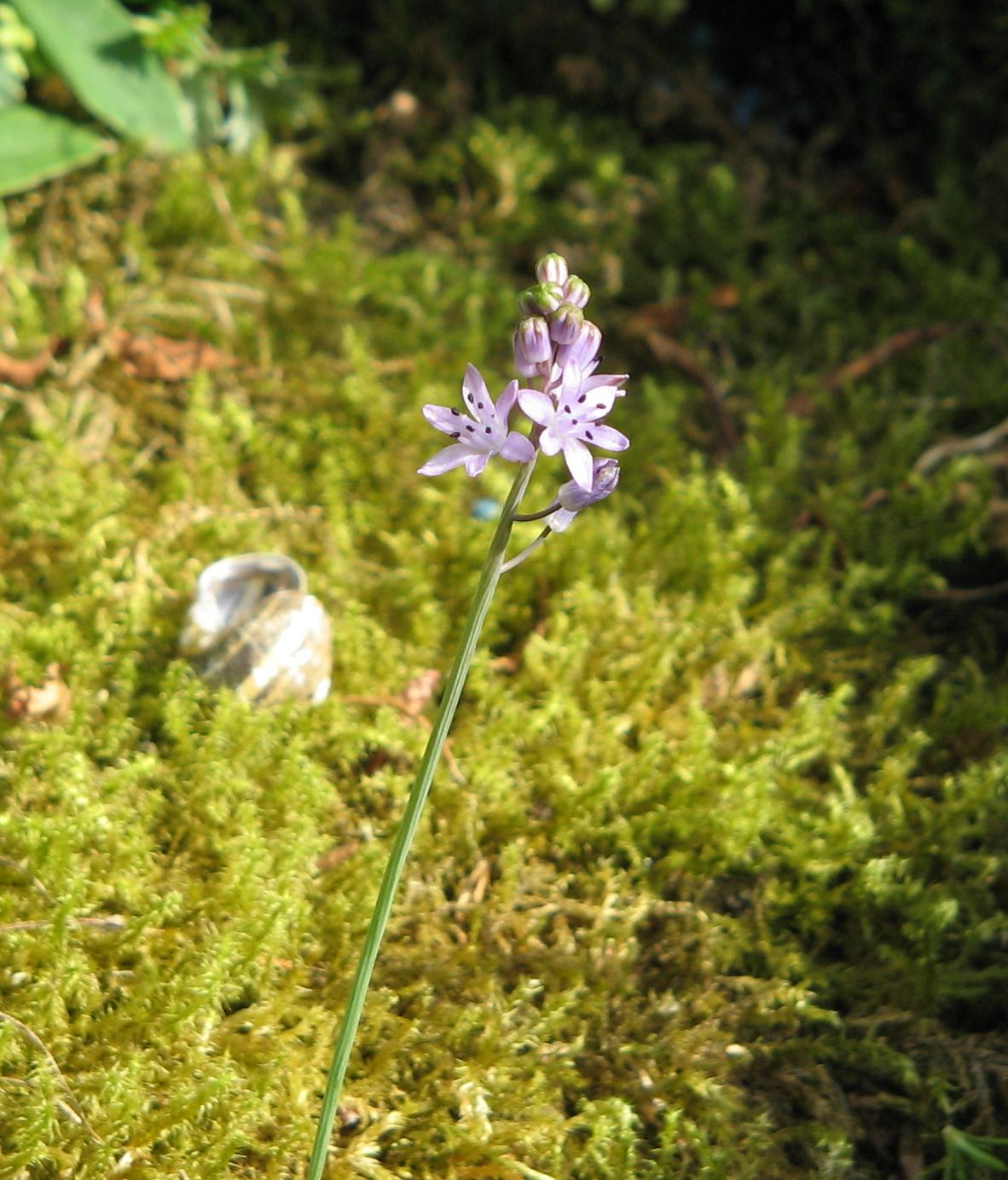
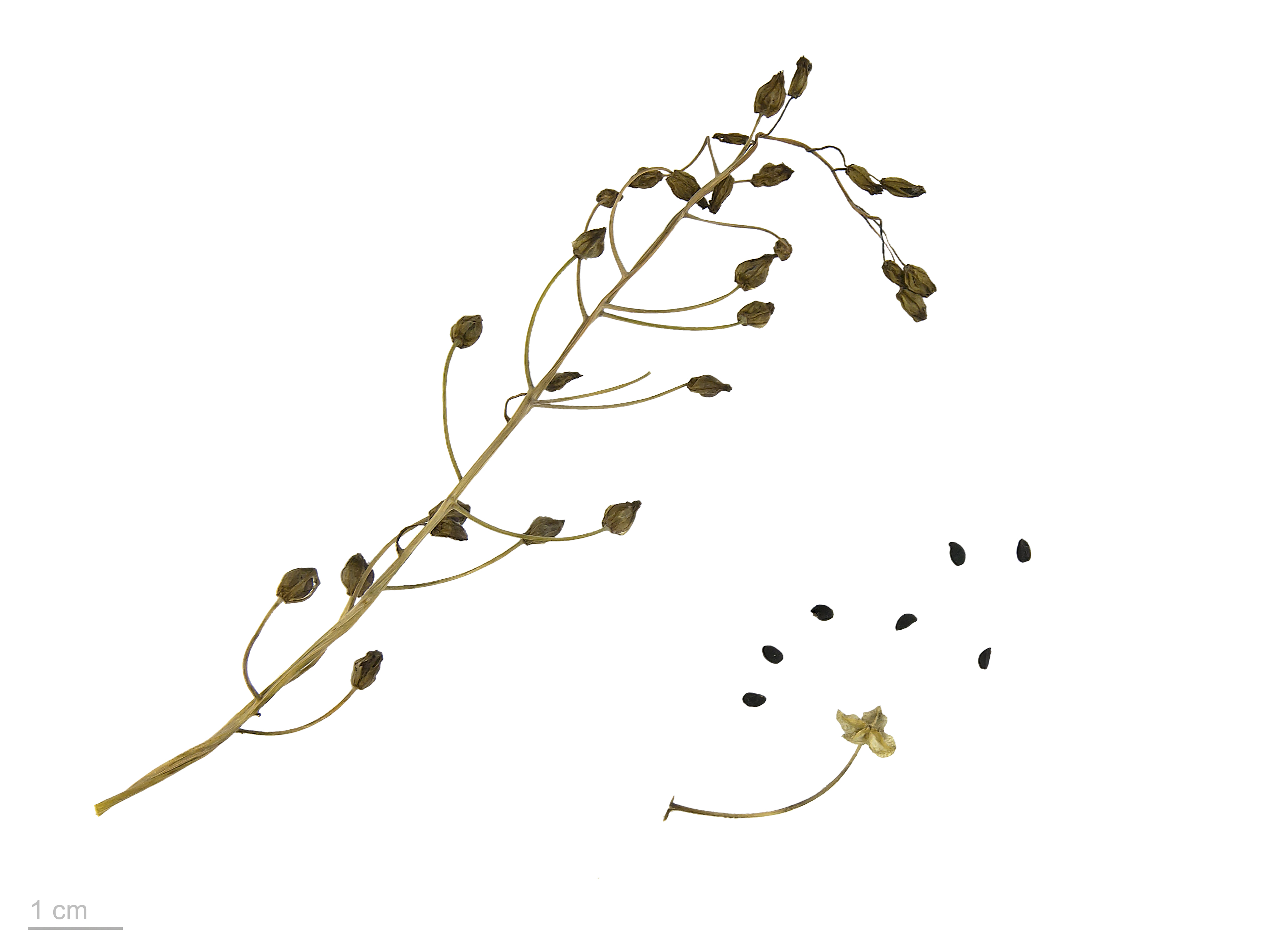
Prospero autumnale - Museum specimen